# In the Back of My Mind
«In the Back of My Mind» es una canción escrita por Brian Wilson y Mike Love y grabado por The Beach Boys. La canción fue publicada en Today! de 1965.

## Características
Esta canción de Today! fue considerada como una pieza buena, pero de menor importancia del trabajo, ha crecido durante los años como una de los primeros ejemplos de Brian Wilson en lo introspectivo que llevó a Pet Sounds. La letra, sin embargo, es donde la canción realmente se destaca. La letra habla sobre la incertidumbre de la madurez. En una acción brillante, Wilson decidió que su hermano Dennis Wilson cante la canción, quien cumplió una actuación muy buena, pese a no ser un vocalista regular en ese momento.

## Publicaciones
La canción se publicó en el lado B (como toda balada), de Today! de 1965, un fragmento con Dennis Wilson dando las gracias al público fue cortado de la versión original, pero fue publicado más tarde en Hawthorne, CA de 2001.

## Músicos
- Hal Blaine - Temple block y timbal de concierto
- Steve Douglas - saxofón tenor
- Plas Johnson - saxofón tenor
- Carol Kaye - bajo eléctrico
- Jay Migliori - saxofón barítono
- Bill Pitman - guitarra
- Don Randi - órgano
- Billy Lee Riley - armónica
- Leon Russell - piano eléctrico
- Billy Strange - guitarra
- Tommy Tedesco - autoharp
- Julius Wechter - vibráfono
- Brian Wilson - vocal
- Carl Wilson - guitarra, vocal
- Dennis Wilson - voz líder